# Caudio
Caudio (en latín, Caudium) es el nombre de una antigua ciudad samnita situada sobre la Vía Apia, entre Beneventum (la actual Benevento), de la que distaba 11 millas romanas, y Capua, situada a 21 millas. Su localización actual se ubica tradicionalmente en Montesarchio. En las primeras fases de la Historia Antigua de Italia fue una importante ciudad, al ser la capital de la tribu de los caudinos, aunque no llegó a ser más que un núcleo secundario. Se han encontrado ajuares funerarios en la necrópolis vinculada a Caudio, que demuestran su uso, y por tanto la pervivencia de la ciudad, desde el siglo VIII a. C. hasta el siglo III a. C.
El primer registro documental de Caudio data de la segunda guerra samnita, cuando en el año 321 a. C. el ejército samnita, bajo el mando de Cayo Poncio, acampó en sus inmediaciones antes de conseguir una importante victoria sobre el ejército romano en el cercano desfiladero de las Horcas Caudinas (Livio 9.2). Años después, los samnitas utilizaron Caudio como núcleo para vigilar a los habitantes de la Campania (Livio 9.27).
Caudio no es mencionada durante la segunda guerra púnica, aunque sí lo son los caudinos, en varias ocasiones. Niebuhr supone que la ciudad fue destruida por Roma en venganza por el desastre sufrido en las Horcas Caudinas (Livio 9.2), aunque no existen evidencias de este hecho; en cambio, en un periodo posterior se conoce que fue una pequeña parada más en el itinerario de la Vía Apia, tanto en época de César Augusto como en el tardoimperio (Ptol. iii. 1. § 67; Itin. Ant. p. 111; Itin. Hier. p. 610; Tab. Peut.).
En el periodo del triunvirato Caudio albergó una colonia de veteranos, y tal como relata Plinio el Viejo y como confirman las fuentes epigráficas, retuvo su carácter municipal, a pesar de verse privada de gran parte de su territorio en favor de la ciudad vecina de Benevento (Plin. iii. 11. s. 16; Lib. Colon. p. 232; Orelli, Inscr. 128, 131.). La fecha de su destrucción se desconoce, aunque el topónimo aún se utilizaba en el siglo IX, si bien se ignora si la ciudad seguía existiendo en ese momento.